# Bernardo Gómez Pimienta
Bernardo Gómez Pimienta (Bruselas, Bélgica, 18 de agosto de 1961) es un arquitecto francomexicano. 
Ha estado trabajando como arquitecto desde 1987, combinando esta actividad con el diseño industrial y de producto.
Es director de la Escuela de Arquitectura de la Universidad Anáhuac del Norte, miembro de la Academia Nacional de Arquitectura y del Sistema Nacional de Creadores del CONACULTA. Condecorado como Caballero de la Legión de Honor por la República Francesa, nombrado Miembro Honorario de la AIA, HonFAIA (American Institute of Architects) y miembro Honorario de la RAIC, HonRAIC (Royal Architectural Institute of Canada), anuncio.
El trabajo de Bernardo Gómez es ampliamente reconocido tanto en México como en el extranjero, galardonado con el primer premio «Mies Van der Rohe latinoamericano» en 1998. Más de 80 premios se suman al reconocimiento de su labor como arquitecto y diseñador industrial; distinguiéndose por su vocabulario contemporáneo, donde reúne las aspiraciones del mundo moderno, con las calidades espaciales; ambientales y culturales de la tradición mexicana.
Entre los proyectos más reconocidos se encuentran la Escuela Nacional de Teatro-CNA, el Hotel HABITA, la renovación del Teatro de los Insurgentes, el Edificio de Servicios de Televisa en Chapultepec y la Estación de Bomberos Ave Fénix; por mencionar solo algunos en la Ciudad de México, así como el Centro de Convenciones y Exposiciones JVC y el conjunto deportivo Educare en Guadalajara, Jalisco. Fue socio fundador y codirector de TEN arquitectos en 1987 y hasta el 2003, año en el que inicia la marca Bgp arquitectura.